# Breviceps macrops
Breviceps macrops Boulenger, 1907 è un anfibio anuro della famiglia Brevicipitidae, endemico della Namibia e del Sudafrica.

## Descrizione
Si presenta come un piccolo anfibio dalla forma un po' tondeggiante le cui zampe sono corte e gli occhi sporgenti. Nella parte inferiore del corpo parte della pelle è leggermente trasparente e per questo motivo si possono vedere alcuni organi interni. La pelle si presenta di colore giallo scuro o marrone e spesso è ricoperta di sabbia.

## Distribuzione e habitat
L'habitat naturale di Breviceps macrops è una striscia costiera situata tra la Namibia e il Sudafrica, nota come Namaqualand.
Quest'area è desertica ed è presente una notevole quantità di dune. A causa della presenza ravvicinata dell'oceano Atlantico questa zona è ricoperta dalla nebbia per circa cento giorni all'anno. In questa zona crescono molte piante xerofile che in primavera fioriscono.

## Biologia

### Comportamento
Breviceps macrops è un animale notturno. Di giorno rimane nascosta all'interno della tana profonda 10/20 centimetri scavata nella sabbia umida. Esce solo di notte, anche se non c'è la nebbia e cammina sulla superficie delle dune. Le impronte che lascia sono molto particolari e per questo si distinguono chiaramente dalle impronte degli altri animali. Il mattino tende a scavarsi un rifugio nella sabbia. La presenza di queste creature è infatti segnalata da accumuli di sabbia umida che si formano in seguito alle sue attività. Quando si sente minacciata emette un verso stridulo.

### Alimentazione
Si ciba principalmente di falene, larve di insetti e scarafaggi.

### Riproduzione
Questa specie si riproduce lasciando delle uova all'interno della tana e, a differenza delle rane comuni, quando queste uova si schiudono non escono dei girini, ma delle piccole creature la cui forma assomiglia a quella degli individui adulti.

## Conservazione
Breviceps macrops è classificata nella IUCN Red List come specie vulnerabile.
È diffusa in un'area che si estende per meno di 2000 km² e il numero di individui ancora in vita sembra che si stia abbassando. Questa specie è minacciata dalle miniere di diamanti, dalla costruzione di strade e dall'insediamento umano.